# Innocenty (Wasiljew)
Innocenty (lit. Inokentijus), imię świeckie Walerij Fiodorowicz Wasiljew, Валерий Фёдорович Васильев (ur. 9 października 1947 w Starej Russie) – metropolita Rosyjskiego Kościoła Prawosławnego.

## Życiorys
Po ukończeniu szkoły średniej i odbyciu służby wojskowej studiował w Moskwie stosunki międzynarodowe. Po sześciu latach od uzyskania dyplomu, w maju 1981, przyjął święcenia diakońskie, zaś w sierpniu – kapłańskie. W listopadzie tego samego roku został skierowany do pracy duszpasterskiej w cerkwi św. Mikołaja w Michajłowsce (obwód kurski). Następnie pracował w kancelarii eparchii kurskiej. W 1985 został inkardynowany do eparchii irkuckiej jako kapłan w cerkwi św. Michała Archanioła w Irkucku. Następnie był kolejno proboszczem parafii Narodzenia Pańskiego w Chabarowsku, dziekanem dekanatu chabarowskiego i proboszczem parafii Zmartwychwstania Pańskiego w Czycie oraz dziekanem dekanatu czyckiego. W 1989 ukończył w trybie zaocznym moskiewskie seminarium duchowne.
15 stycznia 1992 w ławrze Troicko-Siergijewskiej złożył wieczyste śluby zakonne. Po czterech dniach otrzymał godność archimandryty, zaś 26 stycznia miała miejsce jego chirotonia na biskupa chabarowskiego i błagowieszczeńskiego. 18 czerwca 1995 przeniesiony do eparchii moskiewskiej jako jeden z jej wikariuszy, z tytułem biskupa dmitrowskiego. Następnie od 11 października 1996 do 5 października 1999 był biskupem czyckim i zabajkalskim. W 1999 objął katedrę chersoneską. W 2002 r. podniesiony do godności arcybiskupa.
W maju 2006 stanął na czele komisji, która miała rozwiązać kryzys, jaki wybuchł w eparchii suroskiej Rosyjskiego Kościoła Prawosławnego (obejmującej terytorium Wielkiej Brytanii) po tym, gdy zarządzający nią biskup siergijewski Bazyli (Osborne) ogłosił jednostronnie przejście w jurysdykcję Patriarchatu Konstantynopolitańskiego, zyskując poparcie części parafii. Arcybiskup Innocenty (Wasiljew) pełnił funkcję locum tenens eparchii suroskiej do 2007, gdy zdaniem Świętego Synodu Rosyjskiego Kościoła Prawosławnego doszło do poprawy sytuacji w parafiach w Wielkiej Brytanii.
Od roku akademickiego 2009/2010 jest rektorem prawosławnego seminarium duchownego w Épinay-sous-Sénart.
W 2010, po odejściu w stan spoczynku arcybiskupa Chryzostoma (Martiszkina), objął katedrę wileńską i litewską.
W 2016 otrzymał godność metropolity.